# مونتیچلی بروزاتی
مونتیچلی بروزاتی (به ایتالیایی: Monticelli Brusati) یک کومونه در ایتالیا است که در استان برشا واقع شده‌است. مونتیچلی بروزاتی ۱۰ کیلومتر مربع مساحت و ۴٬۴۳۲ نفر جمعیت دارد.